# Hans Erich Stier
Hans Erich Stier (* 25. Mai 1902 in Rostock; † 26. Januar 1979 in Münster) war ein deutscher Althistoriker und CDU-Politiker.

## Leben und Wirken
Nach dem Abitur studierte Stier von 1921 bis 1928 Geschichte und Klassische Philologie an der Universität Berlin. Sein akademischer Lehrer war Eduard Meyer. 1927 wurde er in Berlin mit der Arbeit Nomos Basileus. Studien zur Geschichte der nomos-Idee vornehmlich im 5. und 4. Jahrhundert v. Chr promoviert. Anschließend war er bis 1928 als Forschungsstipendiat in Ägypten. Im Jahr 1930 habilitierte sich Stier in Berlin mit der Arbeit Die panhellenische Idee und Isokrates. Die Arbeit blieb als ganze ungedruckt. Ihr erster Teil erschien 1945 überarbeitet als Grundlagen und Sinn der griechischen Geschichte. In Berlin war er bis 1935 Privatdozent und wurde 1936 außerordentlicher Professor für Alte Geschichte in Münster. Anschließend vertrat er das Fach dort als ordentlicher Professor bis 1970. Zu seinen akademischen Schülern zählte der Journalist Jürgen Busche.
Stier befasste sich vornehmlich mit griechischer Geschichte und war wissenschaftlich beeinflusst vor allem von Eduard Meyer und dem Philosophen Eduard Spranger. Er fühlte sich der Forschungsrichtung von Ulrich von Wilamowitz-Moellendorff zugehörig. Sein Buch Grundlagen und den Sinn der griechischen Geschichte beginnt mit einem Überblick über das Griechenlandbild in Forschung und Kultur, handelt dann am Leitfaden des „Hellenennamens“ von der Einheit der griechischen Geschichte und von ihren Epochen, um mit einer Diskussion ihres „Sinns“ zu endigen: „Gleich der griechischen Kultur und Kunst [...] offenbart uns die griechische Geschichte ein Leben, wie es unserem geheimsten Wesen entspricht – aus dem Geist der Freiheit heraus.“ Auch später arbeitete er vor allem zur historischen Bedeutung des Hellenentums. Er verfasste zahlreiche Schriften zur griechischen und römischen Geschichte, wobei er sich vor allem bemühte, Lehren für die Gegenwart zu ziehen. So schließt er seine Untersuchung über den Niedergang der hellenistischen Welt und den Aufstieg Roms mit der Mahnung: „Wie vernehmen eine Warnung der Geschichte an Europa. Man kann sie überhören, man kann sie respektieren – man sollte allem voran dankbar sein für die Hilfe, die sie, recht verstanden, unserer Politik gewähren kann.“
Langfristig hinterließ Stier trotz sehr umfangreicher Publikationstätigkeit aber nur einen geringen Eindruck in seinem Fach, seine Arbeiten werden heute nur noch selten zitiert. Laut Uwe Walter gilt er im Rückblick als „gewandter Redner und Geschichtsdarsteller, nicht jedoch als erstrangiger Forscher.“
Im Jahr 1945 gehörte Stier, der selbst relativ große Distanz zum NS-Regime gewahrt hatte, dem Entnazifizierungsausschuss der Universität Münster an. Wissenschaftspolitisch war Stier einer der Initiatoren für die Erweiterung der Arbeitsgemeinschaft für Forschung in Nordrhein-Westfalen (später die Nordrhein-Westfälische Akademie der Wissenschaften) und die Integration von Geisteswissenschaften und Theologie.
Politisch gehörte Stier seit 1945 der CDU an und war von 1946 bis 1954 stellvertretender Vorsitzender der Partei in Münster. Außerdem war er im evangelischen Arbeitskreis der Union tätig. Später war er auch Vorstandsmitglied der Partei in Westfalen-Lippe und Mitglied des Landespräsidiums. In der Bundespartei war er Vorsitzender des kulturpolitischen Ausschusses.
Parlamentarisch war Stier 1946 Mitglied des beratenden Provinziallandtages für Westfalen. Anschließend war er Mitglied des ernannten Landtages von Nordrhein-Westfalen. Danach blieb er ununterbrochen bis 1970 für verschiedene Wahlkreise Mitglied des Parlaments. Von 1947 bis 1966 war er stellvertretender Vorsitzender des Kulturausschusses. Von Juli 1955 bis 1956 war er Mitglied des Personalgutachterausschusses für die neue Bundeswehr.
Stier war 27 Jahre Rotarier. Er war Gründungsmitglied der Rotary Clubs Münster (1952) und Münster-St. Mauritz. Er hielt 1963 bei der Gründung des Clubs Münster-St. Mauritz die Festrede.

## Schriften (Auswahl)
- Aus der Welt des Pergamonaltars: Geburt, Blüte und Schicksale der hellenistischen Kultur. Keller, Berlin 1932.
- Deutsche Geschichte im Rahmen der Weltgeschichte. Von den Anfängen bis zur Gegenwart. Deutsche Buch-Gemeinschaft, Berlin 1934, 1958.
- Grundlagen und Sinn der griechischen Geschichte. Cotta, Stuttgart 1945; Nachdruck Magnus-Verlag 1984, ISBN 978-3-88400-169-1.
- Die geistigen Grundlagen der abendländischen Kultur. Bertelsmann, Gütersloh 1947.
- Die klassische Demokratie. Westdeutscher Verlag, Köln 1954.
- Roms Aufstieg zur Weltmacht und die griechische Welt. Westdeutscher Verlag, Köln 1957.
- Die geschichtliche Bedeutung des Hellenennamens. Westdeutscher Verlag, Köln 1970.
- Der Untergang der klassischen Demokratie. Westdeutscher Verlag, Opladen 1971.
- Welteroberung und Weltfriede im Wirken Alexander d[es] Gr[oßen]. Westdeutscher Verlag, Opladen 1973.
- Kleine Schriften. Hain, Meisenheim am Glan 1979.
- als Hrsg. (mit Ernst Kirsten, Wilhelm Wühr u. a.): Westermanns großer Atlas der Weltgeschichte: Vorzeit – Altertum – Mittelalter – Neuzeit. Braunschweig 1969.